# مسرشميت مي 309
كانت طائرة مسرشميت مي 309 نموذجا أوليا لمقاتلة ألمانية، تم تصميمها بداية السنوات الاولى للحرب العالمية الثانية لتستبدل مقاتلة مسرشميت بي اف 109. على الرغم من امتلاكها العديد من المميزات إلا ان اداء المقاتلة مي 309 كان أقل من المطلوب وكان بها العديد من المشاكل التي أدت إلى إلغاء المشروع مع صنع أربعة نماذج أولية فقط. كانت طائرة مي 309 من بين مشروعين فاشلين لشركة مسرشميت لاستبدال مقاتلة بي اف 109، كان المشروع الآخر هو مسرشميت مي 209 عام 1943.

## التصميم والتطوير

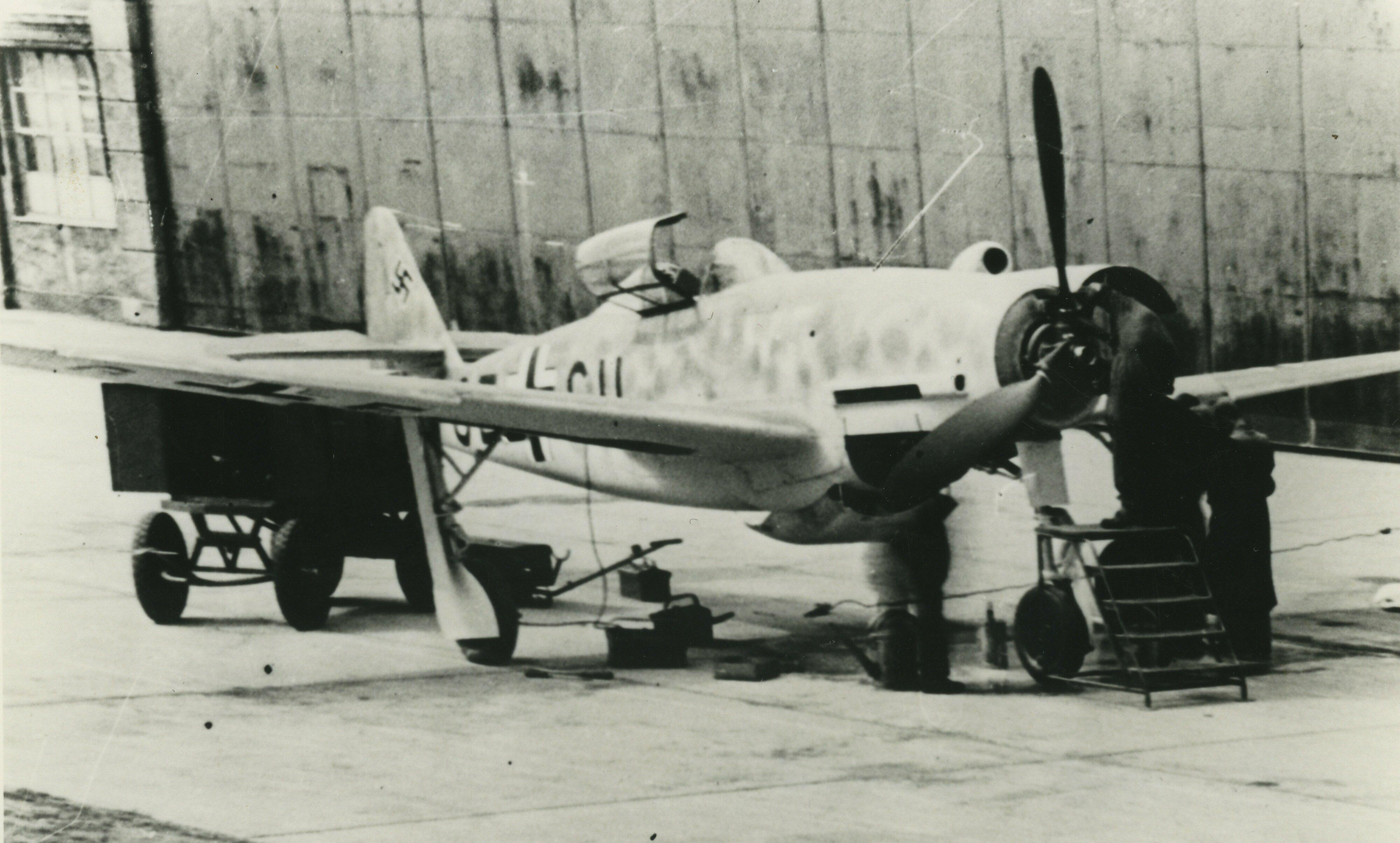
Me 309 في عام 1943

أدى فشل شركة مسرشميت في حل مشاكل استقرار المقاتلة والمشاكل الأخرى لمشروع مي 209 إلى دفع ويلي مسرشميت لإلغاء الكثير من التصاميم السابقة عندما كلف باختبارات نفق الرياح لتصاميم الأجنحة الجديدة ومظلة قمرة القيادة في يناير 1943. شملت التغييرات الآخرى إلغاء محرك دايملر-بنز دي بي 601 واستبدال معدات هبوط العجلات الثلاثية بمعدات هبوط ذيل الطائرة السابقة. تم إعادة تسمية التصميم المنقح بإسم مي 309 في مايو. 
تضمنت المقاتلة الجديدة قمرة قيادة مضغوطة، مما كان من شأنه أن يمنحها أداء أكثر راحة وفعالية للطيارين على ارتفاعات عالية. تم اختبار كل ميزة جديدة لأول مرة على عدد من هياكل الطائرات من بي اف 109اف، حيث تحتوي V23 على مبرد داخلي، و V31 مع مبرد ومعدات هبوط ثلاثية العجلات، و V30 بها قمرة قيادة مضغوطة.
أدى انخفاض الاهتمام الحكومي بالمشروع إلى تأخير الانتهاء من النموذج الأولي حتى ربيع عام 1942، كما أدت المشاكل المتعلقة بعجلة المقدمة إلى تأجيل الرحلة الأولى لطائرة 309 إلى يوليو. عندما حلقت، كان أداء مي 309 مرضيا - حوالي 50 كم / ساعة (30 ميلا في الساعة) أسرع من Bf 109G القياسي - ولكنها ليست مثالية. في الواقع، يمكن لـ Bf 109G أن تتغلب على النسخة التي من المفترض ان تستبدلها. مع إضافة التسيلح، انخفضت سرعة الطائرة إلى مستوى غير مقبول. في ضوء أدائها الضعيف والتطوير الواعد الأكثر لـطائرة فوكه وولف فو 190، تم إلغاء Me 309.

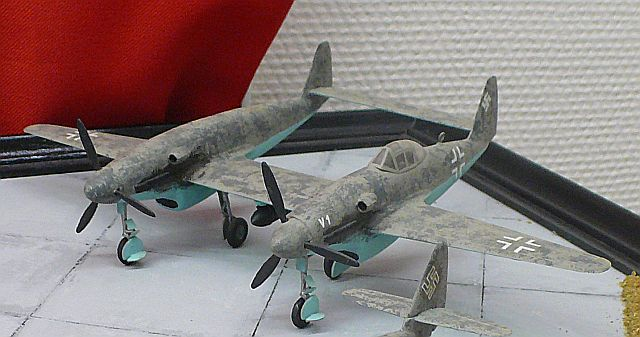
نموذج للطائرة Me 609 المقترحة

في محاولة لإحياء المشروع، الذي كان استجابة لمتطلبات وزارة الرايخ الجوية لعام 1941 لصنع مقاتلة ثقيلة(مدمرة) جديدة لتحل محل مسرشميت بي إف 110 ذات المحركين، كان رد مسرشميت هو مي 609. من أجل تلبية متطلبات التصميم الجديد في أقل وقت ممكن وبحد أدنى من الأجزاء الجديدة، تم استخدام مشروع مي 309 الفاشل كأساس للمقاتلة الجديدة.  كان من المقرر أن يتم تشكيل طائرة مي 609 بواسطة هيكلين من طراز مي 309 من خلال قسم جناح مركزي جديد. كان من المقرر استخدام العجلتين الداخليتين فقط من عجلات الهبوط الرئيسية المتصلة لطائرة مي 309، وكانتا ترجعان إلى وسط الطائرة. وقد أدى هذا إلى ترتيب غير عادي للعجلات الأربع.  كان من المفترض أن تكون قمرة القيادة للطائرة مي 609 في جسم الطائرة الأيسر، بينما كان الجانب الأيمن فارغاً. تم التخطيط لنسختين: مقاتلة ثقيلة مزودة بأربعة أو ستة مدافع أم كيه 108 عيار 30 ملم، ونسخة شنلبومبير(قاذفة سريعة) مزودة بمدفعين مدفع أم كيه 108 عيار 30 ملم وحمولة قنابل تبلغ 1000 كجم (2200 (رطل) يتم حملها أسفل هياكل الطائرات.  وبحلول الوقت الذي تم فيه الانتهاء من التصاميم، ألغت الطائرة الثورية مسرشميت مي 262 ذات المحرك التوربيني الحاجة إلى تصميم مقاتلة بمحرك مكبسي آخر. 
في عام 1943، قامت شركة مسرشميت بمحاولة أخيرة لصنع بديل لطائرة بي اف 109 في شكل طائرة مي 209-II كان ذلك في الأساس تعديلًا لهيكل الطائرة 109 الحالي، حيث لم يرغب مصممو مسرشميت في استثمار الوقت والجهد في تصميم جديد مثل مي 309. 

## المواصفات (Me 309)

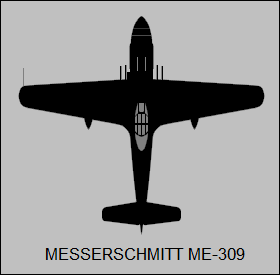
منظر علوي للطائرة Me 309

البيانات من Die Deutsche Luftrüstung 1933–1945
الخصائص العامة
- طاقم: one
- طول: 9.46 م (31 قدم 0 بوصة)
- باع الجناح: 11.04 م (36 قدم 3 بوصة)
- ارتفاع: 3.9 م (12 قدم 10 بوصة)
- مساحة الجناح: 16.6 م2 (179 قدم2)
- الوزن فارغة: 3,530 كـغ (7,782 رطل)
- الوزن الإجمالي: 4,250 كـغ (9,370 رطل)
- محركات: 1 × Daimler-Benz DB 603G inverted V-12 liquid-cooled piston engine, 1,287 كـو (1,726 حصان)

أداء
- السرعة القصوى: 733 كم/س (455 ميل/س؛ 396 عقدة)
- سرعة العبور: 665 كم/س (413 ميل/س؛ 359 عقدة)
- مدى: 1,100 كـم (684 ميل؛ 594 nmi)
- سقف الخدمة: 12,000 م (39,370 قدم)
- الحمل على الجناح: 256 كـغ/م2 (52 رطل/قدم2)
- الطاقة / الكتلة: 0.31 kW/kg (0.19 hp/lb)

تسليح

- مدفع رشاش: [8]
  - 2 × 20 مـم (0.79 بوصة) مدفع أم جي 151/20
  - 4 × 13 مـم (0.51 بوصة) MG 131 machine guns
  - 1 x 30 مـم (1.2 بوصة) مدفع أم كيه 108